# تاكيشي ساكاموتو
تاكيشي ساكاموتو (باليابانية: 坂本武) هو ممثل ياباني، ولد في 21 سبتمبر 1899 بأكو في اليابان، وتوفي في 10 مايو 1974 بهيوغو في اليابان. بدأ مشواره المهني سنة 1925.

## وصلات خارجية
- تاكيشي ساكاموتو على موقع IMDb (الإنجليزية)
- تاكيشي ساكاموتو على موقع روتن توميتوز (الإنجليزية)
- تاكيشي ساكاموتو على موقع ألو سيني (الفرنسية)
- تاكيشي ساكاموتو على موقع أول موفي (الإنجليزية)
- تاكيشي ساكاموتو على موقع قاعدة بيانات الفيلم (الإنجليزية)